# David René de Rothschild
David René de Rothschild, punim imenom David René James de Rothschild (* New York City, New York, 15. prosinca 1942.), francuski bankar, poduzetnik, političar iz francuske loze bogate židovske obitelji Rothschild. Predsjednik je uprave Rothschild Continuation Holdings-a i predsjednik Svjetskog židovskog kongresa od 2013. godine. Njegovo bogatstvo procjenjivalo se 2017. godine na 10 milijardi $.

## Životopis
Rodio se u New Yorku, u SAD-u, gdje mu je izbjegla obitelj pred nacističkim progonom za vrijeme Drugog svjetskog rata. Bio je jedino dijete u obitelji baruna Guya de Rothschilda (1909. – 2007.) i Alix Hermine Schey de Koromla (1911. – 1982.). Ima polubrata Édouarda Étiennea de Rothschilda (r. 1957.) iz očeva drugog braka s barunicom Marie-Hélène van Zuylen van Nyevelt (1927. – 1996.). Tijekom rata ostao je s majkom u New Yorku, dok mu se otac Guy vratio u Europu i aktivno sudjelovao u ratu. Nakon završetka rata obitelj se vratila u Francusku, gdje je David 1966. godine diplomirao na Institut d'Études Politiques de Paris u Parizu.
Poslovnu karijeru počeo je u obiteljskoj međunarodnoj kompaniji za miniranje Société miniére et métallurgique de Peñarroya sa sjedištem u Parizu, nakon čega je odradio pripravništvo u obiteljskoj banci de Rothschild Frères, koja je 1967. godine restrukturirana prema novim vladinim zakonima i preimenovana u Banque Rothschild. Godine 1981. francuski predsjednik François Mitterrand nacionalizirao je brojne francuske privatne banke, uključujući i Banque Rothschild, zbog čega je David René utemeljio novu banku u Parizu, da bi 1987. godine zajedno s polubratom Édouardom de Rothschildom, grofom Philippeom de Nicolayem i rođakom Éricom de Rothschild osnovao banku Rothschild & Cie Banque, koja je uskoro postala vodećom bankom u Francuskoj i središnjoj Europi.
Godine 2003., poslije umirovljenja njegovog engleskog rođaka, Sir Evelyna Roberta de Rothschilda (r. 1931.), koji je bio na čelu engleske banke N M Rothschild & Sons, provedeno je spajanje engleske i francuske obiteljske banke pod jednom krovnom kompanijom, Paris Orléans. David René je naslijedio rođaka, Sir Evelyna, na čelu N M Rothschild & Sons, predsjednik je i Rothschild Continuation Holdings, potpredsjednik Rothschild Bank AG i nadzornog odbora Paris Orleans, a ujedno je i stariji partner Rothschild & Cie Banque. Po dovršetku spajanja banka, djelovao je kao predsjednik uprave banke Rothschild & Co.
Godine 2018. bilo je najavljeno da će David René odstupiti s položaja predsjednika uprave Rothschild & Co i da će ga naslijediti sin Alexandre de Rothschild (r. 1980.), što je provedeno, a David René je postao predsjednik nadzornog odbora, zamijenivši na toj funkciji rođaka Érica de Rothschilda.
Osim dužnosti u bankarskom sektoru, David je bio osmanaest godina gradonačelnik mjesta Château Reux u Normandiji, gdje obitelj živi i posjeduje farmu konja, kojima se bavi Davidov polubrat Édouard. David također posjeduje i dio imanja Château Lafite-Rothschild, ali ne sudjeluje u svakodnvenom radu vinarije.

### Privatni život
Godine 1974. oženio je talijansku princezu Olimpiju Annu Aldobrandini (r. 1955.), s kojom ima četvero djece: dvije vlastite kćeri, sina i posvojenu kćer. Obitelj živi u Château de Reux u Reuxu u Normandiji.
- Lavinia Anne Alix (r. 1976.)
- Stéphanie Anne Marie (r. 1977.)
- Alexandre Guy Francesco de Rothschild (r. 1980.)
- Louise Lili Béatrice (r. 1989.)

Vodio je Ujedinjeni židovski fond od 1982. do 2006. godine.